# Agylla haighti
Agylla haighti är en fjärilsart som beskrevs av Alfred Ernest Wileman. Agylla haighti ingår i släktet Agylla och familjen björnspinnare. Inga underarter finns listade i Catalogue of Life.